# فرودگاه شهری فری‌من
فرودگاه شهری فری‌من (به انگلیسی: Freeman Municipal Airport) یک فرودگاه همگانی بهره‌برداری هوایی با کد یاتا SER است که یک باند فرود آسفالت دارد و طول باند آن ۱۶۷۶ متر است. این فرودگاه در کشور ایالات متحده آمریکا قرار دارد و در ارتفاع ۱۷۸ متری از سطح دریا واقع شده است.